# Joel Agee
Joel Agee (* 20. März 1940 in New York City) ist ein US-amerikanischer Schriftsteller und Übersetzer. Er lebt in New York.

## Leben
Joel Agee ist der Sohn von James Agee. Seine Eltern ließen sich 1941 scheiden, seine Mutter Alma Agee ging mit ihrem Kind nach Mexiko und heiratete dort Bodo Uhse. 1946 wurde in Mexiko Agees Halbbruder Stefan Uhse geboren, der sich 1973 in New York City das Leben nahm. 1948 zog die Familie nach Berlin, wo Uhse Chefredakteur der Kulturzeitschrift Aufbau, Abgeordneter der DDR-Volkskammer und später Vorsitzender des Schriftstellerverbandes wurde. Die Ehe scheiterte 1960, Alma Agee übersiedelte mit ihren Söhnen wieder in die USA.
Joel Agee schrieb das Buch Zwölf Jahre – Eine amerikanische Jugend in Ostdeutschland (1982) sowie In the House of My Fear (2004). Er übersetzte Werke von Kleist, Dürrenmatt, Canetti, Nossack und Federspiel ins Englische.

## Werke
- Twelve Years: An American Boyhood in East Germany. Farrar Straus Giroux, New York 1981
  - Zwölf Jahre – Eine amerikanische Jugend in Ostdeutschland. Hanser, München [u. w.] 1982, Neuauflage (mit einem Vorwort und Textanmerkungen) 2009 (übersetzt von Joel Agee und Lola Gruenthal)
- In the House of My Fear. Shoemaker & Hoard, Washington DC 2004
- The Stone World. Melville House Books, Brooklyn, 2022

## Übersetzungen
- Elias Canetti: The Secret Heart of the Clock: notes, aphorisms, fragment; 1973-1985. Deutsch, London 1991
- Friedrich Dürrenmatt: Selected Writings.
  - Volume 1. Plays. University of Chicago Press, Chicago 2006.
  - Volume 2. Fictions. The University of Chicago Press, Chicago 2006
  - Volume 3. Essays. The University of Chicago Press, Chicago 2006
- Friedrich Dürrenmatt: The Pledge. Boulevard (Mass Market), 2000
- Cordelia Edvardson: Burned Child Seeks the Fire: a Memoir. Beacon Press, Boston 1997
- Jürg Federspiel: The Ballad of Typhoid Mary. Dutton, New York 1983
- Heinrich von Kleist: Penthesilea. Harper Collins, New York 2000
- Hans Erich Nossack: The End. Hamburg 1943. University of Chicago Press, London 2006

## Auszeichnungen
- Guggenheim Fellowship and a grant from the National Endowment for the Arts
- DAAD fellowship from the Artists in Berlin program des Deutschen Akademischen Austauschdienstes (1990–91)
- Helen-und-Kurt-Wolff-Übersetzerpreis für die Übersetzung von Heinrich von Kleists Penthesilea (1999)
- The Modern Language Association’s Lois Roth Award für die Übersetzung von Hans Erich Nossacks Der Untergang (2005)
- The ALTA National Translation Award (2007)
- The Berlin Prize der American Academy in Berlin (2008)